# Chromios (Lykier)
Chromios (altgriechisch Χρόμιος Chrómios) ist in der griechischen Mythologie ein Lykier und im Trojanischen Krieg ein Bundesgenosse der Trojaner, der von Odysseus vor den Toren der Stadt erschlagen wird.